# Nestor Omar Piccoli
Pour les articles homonymes, voir Piccoli.
Nestor Omar Piccoli est un footballeur argentin né le 20 janvier 1965. Il évoluait au poste d'attaquant. Après sa carrière de joueur, il se reconvertit comme entraîneur.

## Palmarès de joueur
- Champion du Japon de D2 en 1988 avec le All Nippon Airways et en 1993 avec le Fukuoka Blux
- Meilleur buteur du championnat du Japon de D2 lors des saisons 1987-1988, 1991-1992 et 1992-1993